# Gunung Tusam
Gunung Tusam är ett berg i Indonesien.   Det ligger i provinsen Aceh, i den västra delen av landet, 1 500 km nordväst om huvudstaden Jakarta. Toppen på Gunung Tusam är 1 084 meter över havet.
Terrängen runt Gunung Tusam är huvudsakligen lite bergig. Runt Gunung Tusam är det ganska tätbefolkat, med 160 invånare per kvadratkilometer. I omgivningarna runt Gunung Tusam växer i huvudsak städsegrön lövskog.